# Acronicta extricata
Acronicta extricata är en fjärilsart som beskrevs av Augustus Radcliffe Grote 1882. Acronicta extricata ingår i släktet Acronicta och familjen nattflyn. Inga underarter finns listade i Catalogue of Life.